# Caleta Buill
Caleta Buill —o simplemente Buill— es una localidad costera de Chile que se encuentra situada en el este de la península de Huequi, Región de Los Lagos. Pertenece a la comuna de Chaitén.
Esta está conectada por tierra a las demás localidades de la península —Reldehue, Ayacara, Huequi y Poyo— y por vía marítima o aérea con el resto de la comuna.  
En mayo de 2002 un aluvión destruyó gran parte del poblado, con un saldo de doce víctimas fatales, de las cuales siete nunca fueron encontradas.